# Ali Darassa
Ali Darassa Mahamat (variantes Ali Nassaraza Darassa, Ali Darass, Ali Daras, Ali Ndaras  ou Ali Ndarass), né le 23 juillet 1965, est un chef rebelle tchadien peul de l'ex-Seleka contrôlant la zone de Bambari en République centrafricaine.
Bras droit du chef rebelle peul tchadien Baba Laddé et chef d'état-major de son mouvement le Front populaire pour le redressement jusqu'à l'abandon de la lutte armée par celui-ci en septembre 2012, il intègre avec ses hommes la Séléka et dirige la zone de Bambari à partir de la prise de pouvoir des rebelles en mars 2013.
Après la dissolution de la Séléka, il crée le 25 octobre 2014 sa propre milice, l'Unité pour la paix en Centrafrique. En 2015 son groupe est fréquemment impliqué dans des accrochages avec des anti-balakas.
Le 23 août 2015, le chargé d’affaires des États-Unis en Centrafrique, David Brown, demande l’arrestation de Ali Darassa pour les troubles à Bambari, mais le chef de la Minusca, Parfait Onanga-Anyanga, refuse car selon lui Ali Darassa contrôle légalement la zone (il avait été nommé par le régime de Michel Djotodia chef de région militaire de la Ouaka par un décret décret qui n'a jamais été abrogé).
L'UPC assure être prête à protéger tous les civils résidant dans le secteur de Bambari, quelle que soit leur origine ethnique, leur religion ou leur couleur de peau.
Le 21 septembre 2023, La Cour d’appel de Bangui a condamné par contumace, Ali Darassa à une peine de travaux forcés à perpétuité pour « complot » et « rébellion ». Ali Darassa est condamné pour son rôle dans la Coalition des patriotes pour le changement (CPC).
Un accord de paix est conclu le 19 avril 2025 entre le gouvernement centrafricain et les groupes armés 3R et Unité pour la paix en Centrafrique. Ali Darassa participe à la cérémonie de dissolution de l'UPC le 10 juillet 2025 à Bangui.